# 150-я отдельная механизированная бригада
150-я отдельная механизированная бригада (укр. 150 окрема механізована бригада, в/ч А4935) — механизированное формирование Сухопутных войск Украины, существовавшее в период 2023—2025 гг. Оно стало частью создания четырех других бригад для расширения украинских сухопутных войск в ответ на российское вторжение на Украину в 2022 году и, как ожидается, примет участие в потенциальном украинском контрнаступлении в 2024 году. Знак отличия, девиз и создание бригады были официально обнародованы и раскрыты в декабре 2023 года.

## История

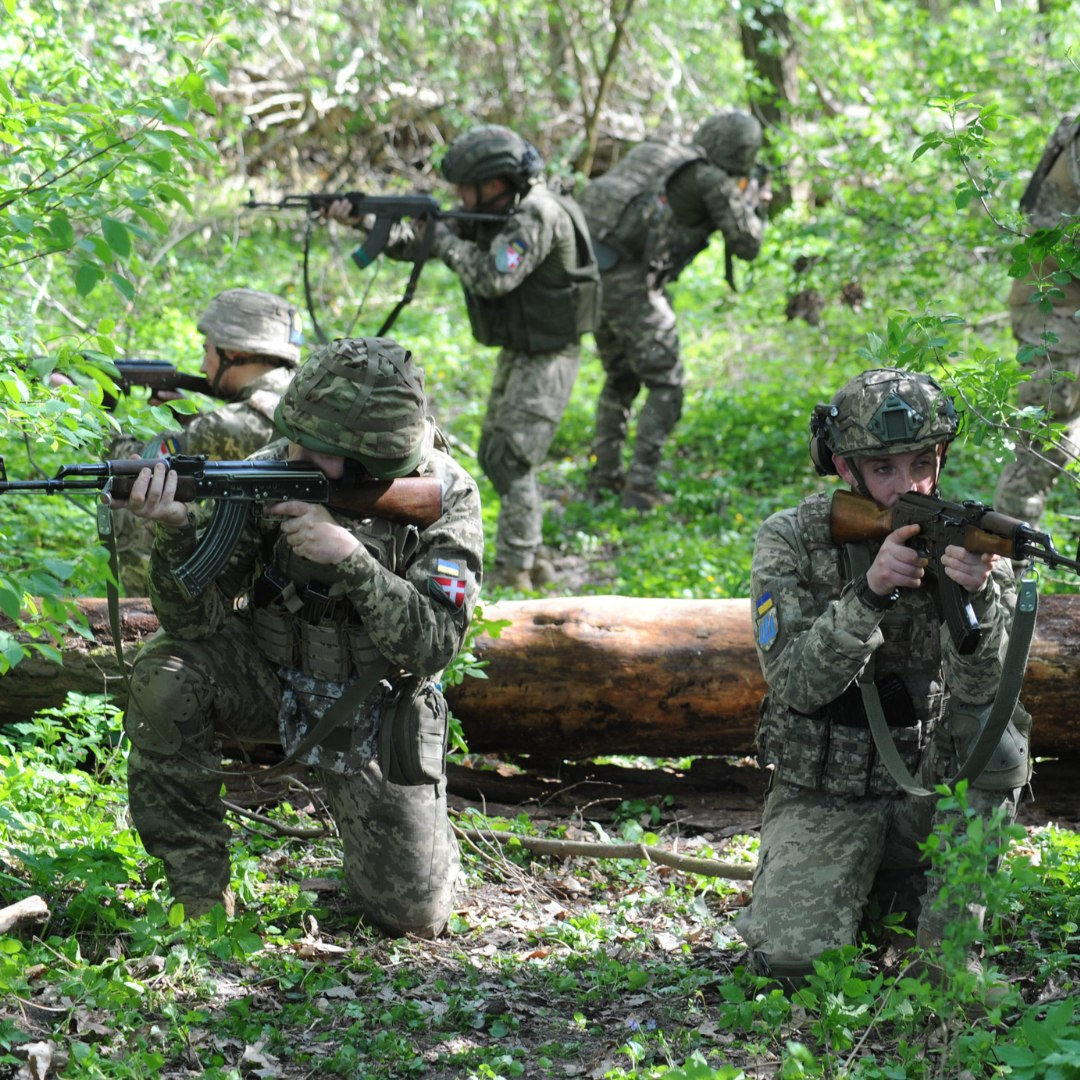
Солдаты бригады во время тренировки.

О создании бригады было объявлено в середине октября 2023 года, одновременно с созданием пяти новых механизированных бригад в составе Сухопутных войск Украины, что составило пятипроцентное расширение Сухопутных войск.
К 17 октября 2023 года стало известно, что бригада уже получила идентификационный номер войсковой части и находится на этапе формирования. В бригаде сообщили, что подразделение проходит подготовку в соответствии со стандартами НАТО и личным боевым опытом.
Как сообщает Forbes, бригады комплектуются опытными офицерами и унтер-офицерами из существующих бригад, а остальные должности заполняются новыми мобилизованными новобранцами. Сообщается также, что в структуре бригады командное и организационное ядро составляют опытные военнослужащие с боевым опытом, полученным на востоке Украины в столкновениях с российскими вооруженными силами. В бригаду входят как военнослужащие, недавно начавшие свою карьеру, так и опытные солдаты.
По данным Forbes, пока неясно, где бригада получит свое оборудование, которое делает ее механизированной, а не прославленной пехотной или моторизованной бригадой. Отмечается, что новые бригады могут не получить новых современных машин, таких как польские KTO Rosomak, а будут вынуждены довольствоваться старыми, уязвимыми и многочисленными БМП и другой старой советской техникой.

## Оснащение

### Стрелковое вооружение
Бригада вооружена разнообразным стрелковым оружием. Согласно официальным публикациям бригады, ее бойцы в основном используют старые модели автоматов Калашникова, такие как АКМ. В очень немногих обнародованных материалах бригады показано, что более модернизированные варианты этих автоматов, такие как АК-74, используются в ограниченном количестве.

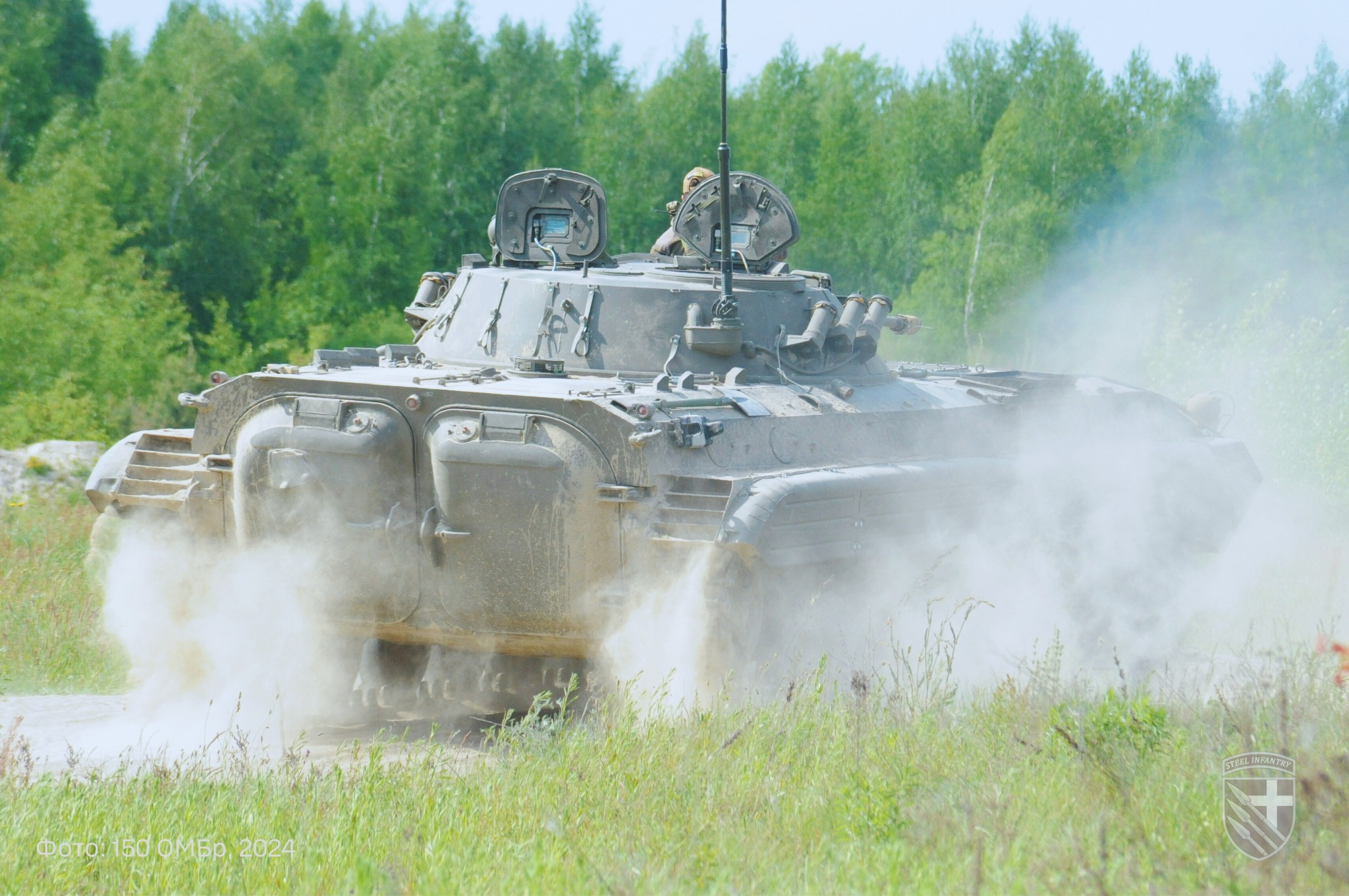
БМП-2 на учениях бригады.

### Транспорт
Бригада имеет на вооружении несколько единиц техники. Как и другие бригады, например 154-я механизированная бригада, бригада получила старые советские танки, такие как Т-64БВ. По крайней мере, один Т-64БВ был замечен на вооружении бригады, самостоятельно выпущенный бригадой на различных платформах.
В бригаде также имеется небольшое количество боевых машин пехоты, таких как БМП-2, причем одна из них стоит на вооружении бригады.
Вторжение России на Украину
Сообщается, что бригада была сформирована в преддверии возможного украинского контрнаступления в 2024 году, а также для усиления украинской обороны на востоке Украины, чтобы разгрузить дислоцированные там поредевшие части.

## Структура
По состоянию на 23 января 2024 года структура бригады выглядит следующим образом:
- 150-я ОМБр:
  - Штаб бригады;
  - 1-й механизированный батальон;
  - 2-й механизированный батальон;
  - 3-й механизированный батальон;
  - Танковый батальон;
  - Разведывательная рота;
  - Артиллерийская группа;
  - Батальон противовоздушной обороны;
  - Инженерно-саперный батальон;
  - Батальон логистики;
  - Рота связи;
  - Батальон технического обслуживания;
  - Радиолокационная рота;
  - Санитарная рота;
  - Рота химической, биологической, радиологической и ядерной защиты.